# Groß Niendorf (Zölkow)
Groß Niendorf è una frazione del comune tedesco di Zölkow, nel Meclemburgo-Pomerania Anteriore.

## Storia
Groß Niendorf è un piccolo centro rurale di antica origine.
Il 1º gennaio 2012 il comune di Groß Niendorf fu aggregato al comune di Zölkow.